# طائرة بوينغ أكس بي بيبي-1 سي راينجر
طائرة بوينغ أكس بي بيبي-1 سي راينجر (XPBB-1 Sea Ranger) هي نموذج لطائرة بحرية بمحركين دورية مهاجمة بنيت للقوات البحرية الأميركية. تم إنتاج نموذج واحد فقط ثم الغي عقد الإنتاج لبناء بوينغ B-29.